# Кведа-Аґара
Кведа-Аґара (груз. ქვემო აგარა) — село в Грузії.
За даними перепису населення 2014 року в селі проживає 109 осіб.